# Paul Vathis

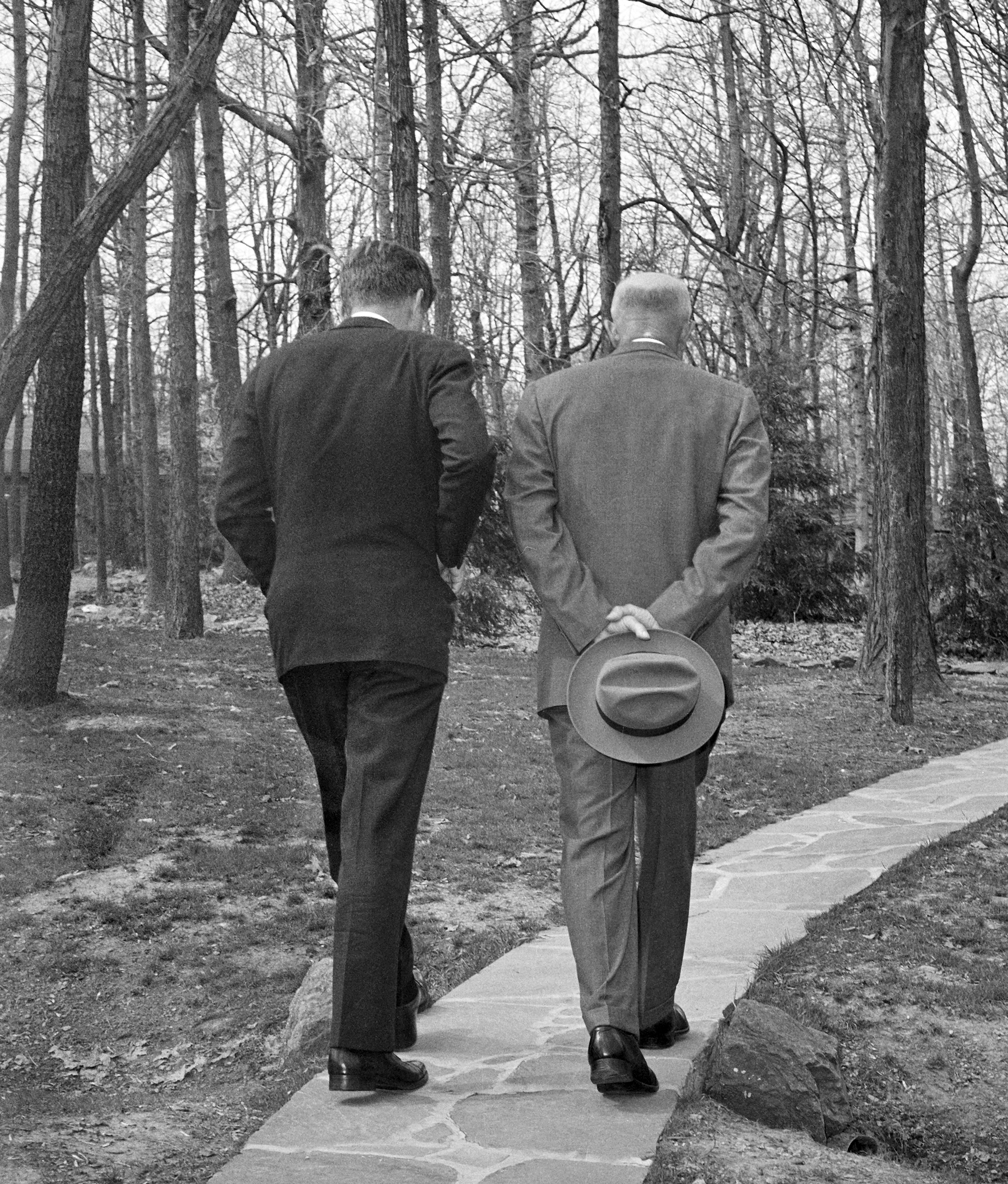
Fotografie Serious Steps, která získala Pulitzerovu cenu. Prezident John Fitzgerald Kennedy a bývalý prezident Dwight D. Eisenhower spolu kráčejí v Camp Davidu, 1962

Paul Vathis (18. října 1925 – 10. prosince 2002) byl americký fotoreportér. Celkem 56 let fotografoval pro Associated Press.

## Životopis
Byl jedním z osmi dětí řeckých rodičů přistěhovalců v Mauch Chunk v Pensylvánii. Účastnil se bojů ve druhé světové válce. Před válkou nikdy nedržel fotografickou kameru..Byl válečným veteránem z druhé světové války, kde pořizoval fotografie jeskyní na South Pacific island poškozených bombami. Byl ženatý s Barbarou Vathis a měl tři děti: Victorii, Randyho a Stephanii. Zemřel ve věku 77 let ve svém domě.

## Kariéra
V roce 1946 nastoupil do AP ve Filadelfii; od roku 1952 většinu své kariéry strávil v Harrisburgu v Pensylvánii v kancelářích AP.
V roce 1962 pořídil snímek prezidenta Johna F. Kennedyho a bývalého prezidenta Dwighta Eisenhowera, kteří spolu kráčeli v Camp Davidu. Podílel se na fotografické dokumentaci událostí, jako byl stobodový basketbalový zápas Wilta Chamberlaina v roce 1962, kam původně vzal svého syna Randyho, aby viděl hru. Také dokumentoval sebevraždu amerického senátora Budda Dwyera v roce 1987 v budově kapitolu v Harrisburgu. V roce 1979 se podílel na dokumentaci nejhorší jaderné havárie na ostrově Three Mile Island.
Zemřel v roce 2002 v Mechanicsburgu v Pensylvánii.

## Ocenění
- Pulitzerova cena za fotografii z roku 1962